# C4ü Bay 03
Der C4ü Bay 03 war ein Drehgestell-Durchgangswagen mit Seitengang, der mit der Blatt-Nr. 177 für die Königlich Bayerische Staatseisenbahnen (K.Bay.Sts.B.) zum Einsatz im Internationalen Schnellzugverkehr gebaut wurde. Er führte nur die 3. Klasse.

## Beschaffung
Zwischen 1903 und 1908 beschafften die Königlich Bayerischen Eisenbahnen insgesamt 77 Wagen der Gattungen A4ü, AB4ü, ABC4ü, BC4ü und C4ü mit den typischen nur leicht gewölbten Dächern süddeutscher Bauart. Sie standen im Gegensatz zu den in der vorherigen Beschaffungsperiode mit ihren aufgesetzten Oberlichtern eingeführten Typen, die den preußischen Bauarten ähnelten. Unter der Blatt-Nummern 177 wurden so insgesamt 15 Wagen in zwei Lieferserien bei dem Hersteller MAN beschafft. Die Wagen besaßen Zusatzausrüstungen für den Übergang zu ausländischen Bahnen.

## Verbleib
Insgesamt drei Wagen wurden 1919 als Reparationsleistung nach Belgien oder Frankreich abgegeben. Zwei Wagen wurden bereits vor 1939 ausgemustert. Bei vier Wagen konnte der Verbleib bei Kriegsende 1945 nicht mehr geklärt werden. Insgesamt fünf Wagen gelangten so noch zur Bundesbahn, wo sie bis 1955 ausgemustert wurden.

## Konstruktive Merkmale

### Untergestell
Wie schon bei den Wagen nach Blatt 75 wurde der Grundrahmen des mit dem Wagenkasten verbundenen Untergestells komplett aus Holz aufgebaut, welches teilweise – z. B. für die äußeren Längsträger – mit aufgeschraubten Winkeleisen verstärkt wurde. Für die Querträger wurden ebenfalls hölzerne Profile verwendet. Man versprach sich durch diese Bauweise für hochwertige Wagen einen ruhigeren Lauf. Die hölzernen Querträger zur Aufnahme der Drehschemelpfannen wurden ebenfalls mit Winkeleisen armiert. Zur Unterstützung der äußeren Längsträger wurde wegen des großen Radstandes auf beiden Seiten ein Sprengwerk mit nachstellbaren Zugstangen angebaut. Die Pufferbohlen waren komplett aus Walzprofilen aufgebaut. Als Zugeinrichtung hatten die Wagen Schraubenkupplungen mit Sicherheitshaken nach VDEV, die Zugstange war durchgehend und mittig gefedert. Als Stoßeinrichtung besaßen die Wagen Stangenpuffer mit einer Einbaulänge von 612 mm, die Pufferteller hatten einen Durchmesser von 370 mm. Die Puffer wurden in den 1930er Jahren gegen Hülsenpuffer der Regelbauart ausgetauscht.

### Laufwerk
Die Wagen hatten Drehgestelle bayerischer Bauart mit kurzem Radstand von 2.500 mm mit aus Blechen und Winkeln genietetem Rahmen. Gelagert waren die Achsen in Gleitachslagern. Die Räder hatten Speichenradkörper. Verwendet wurden Radsätze der bayerischen Form 39.
Die Handbremsen befanden sich jeweils im geschlossenen Übergang an einem Wagenende. Alle Wagen waren mit Druckluftbremsen des Typs Westinghouse ausgestattet. Teilweise kamen auch Luftsaugbremsen des Systems Hardy zum Einsatz.

### Wagenkasten
Das Wagenkastengerippe bestand aus einem hölzernen Ständerwerk. Es war außen mit Blech und innen mit Holz verkleidet. Die Seitenwände waren glatt und bis über die äußeren Längsträger heruntergezogen. Die Wagen besaßen ein Tonnendach der süddeutschen Bauart ohne Oberlichtaufbau. Der Innenraum war in insgesamt acht gleich große Abteile aufgeteilt. Die Abteile waren jeweils mit Sitzbänken aus Holzlatten ausgestattet und hatten jeweils acht Plätze. Nur jeweils zwei Abteile – die an den jeweiligen Wagenenden – waren mit Schiebetüren zum Seitengang hin abgeschlossen, die Übrigen waren zum Seitengang hin offen.

### Ausstattung
An beiden Wagenenden befanden sich Aborte, die mit Waschgelegenheiten kombiniert waren.
Zur Beheizung verfügten die Wagen über eine Dampfheizung. Die Belüftung erfolgte über Dachlüfter bzw. über die versenkbaren Fenster.
Die Beleuchtung der Wagen erfolgte durch Gaslampen. Die zwei Vorratsbehälter hingen in Wagenlängsrichtung am Rahmen. Ab den 1930er Jahren erfolgte eine Umrüstung auf elektrische Beleuchtung.

## Bemerkung
Mit dem Umbau von 1930 erfolgten Änderungen an der Toiletteneinrichtung. Außerdem wurden elektrische Schaltschränke eingebaut und die Beleuchtung umgestellt.

## Skizzen, Musterblätter, Fotos

Ansicht zu Blatt 177 aus dem Verzeichnis von 1913
Ansicht zu DRG Skizze von 1920
Ansicht zu DRG Skizze von 1930

## Wagennummern
Die Daten sind den Wagenpark-Verzeichnissen der Kgl.Bayer.Staatseisenbahnen entnommen (siehe Literaturliste) sowie den Büchern von Emil Konrad (Reisezugwagen der deutschen Länderbahnen, Band II) und Alto Wagner (Bayerische Reisezugwagen).

## Personenwagen
| Blatt-Nr. Herstelld.         | Blatt-Nr. Herstelld.         | Blatt-Nr. Herstelld.         | Gattungszeichen je Epoche Wagennummern je Epoche | Gattungszeichen je Epoche Wagennummern je Epoche | Gattungszeichen je Epoche Wagennummern je Epoche | Gattungszeichen je Epoche Wagennummern je Epoche | Gattungszeichen je Epoche Wagennummern je Epoche | Gattungszeichen je Epoche Wagennummern je Epoche | Gattungszeichen je Epoche Wagennummern je Epoche | Gattungszeichen je Epoche Wagennummern je Epoche | Fahrwerk / Ausstattung (siehe jeweilige Legende) | Fahrwerk / Ausstattung (siehe jeweilige Legende) | Fahrwerk / Ausstattung (siehe jeweilige Legende) | Fahrwerk / Ausstattung (siehe jeweilige Legende) | Fahrwerk / Ausstattung (siehe jeweilige Legende) | Fahrwerk / Ausstattung (siehe jeweilige Legende) | Fahrwerk / Ausstattung (siehe jeweilige Legende) | Fahrwerk / Ausstattung (siehe jeweilige Legende) | Fahrwerk / Ausstattung (siehe jeweilige Legende) | Fahrwerk / Ausstattung (siehe jeweilige Legende) | Fahrwerk / Ausstattung (siehe jeweilige Legende) | Fahrwerk / Ausstattung (siehe jeweilige Legende) | Fahrwerk / Ausstattung (siehe jeweilige Legende) | Fahrwerk / Ausstattung (siehe jeweilige Legende) | Zusatzinfos    | Zusatzinfos |
| Bau- jahr                    | Her- steller                 | An- zahl                     | ab 1876                                          | ab 1907                                          | Rep. (1919)                                      | DR (ab 1923)                                     | DRG (ab 1930)                                    | DRG n. Umbau                                     | Ausge- mustert                                   | letzt. Heimat-Bf.                                | Anz. Ach- sen                                    | LüP (mm)                                         | Unt. Gest.                                       | LA.                                              | Brem- sen                                        | Bl.                                              | Hz.                                              | Art u.Anz. Abteile (Sitze je Klasse)             | Art u.Anz. Abteile (Sitze je Klasse)             | Art u.Anz. Abteile (Sitze je Klasse)             | Art u.Anz. Abteile (Sitze je Klasse)             | Art u.Anz. Abteile (Sitze je Klasse)             | Mil.                                             | Mil.                                             | Sig- nal- hlt. | Bemerkung   |
| Blatt-Nr. aus WV von Gattung | Blatt-Nr. aus WV von Gattung | Blatt-Nr. aus WV von Gattung | 153 1903 CCü                                     | 177 1913 C4ü                                     |                                                  | C4ü Bay 03                                       | C4ü Bay 03                                       | C4ü Bay 03/33                                    |                                                  |                                                  |                                                  |                                                  | (siehe jeweilige Legende)                        | (siehe jeweilige Legende)                        | (siehe jeweilige Legende)                        | (siehe jeweilige Legende)                        | (siehe jeweilige Legende)                        | A                                                | 1.                                               | 2.                                               | 3.                                               | 4.                                               | O                                                | M                                                |                |             |
| ---------------------------- | ---------------------------- | ---------------------------- | ------------------------------------------------ | ------------------------------------------------ | ------------------------------------------------ | ------------------------------------------------ | ------------------------------------------------ | ------------------------------------------------ | ------------------------------------------------ | ------------------------------------------------ | ------------------------------------------------ | ------------------------------------------------ | ------------------------------------------------ | ------------------------------------------------ | ------------------------------------------------ | ------------------------------------------------ | ------------------------------------------------ | ------------------------------------------------ | ------------------------------------------------ | ------------------------------------------------ | ------------------------------------------------ | ------------------------------------------------ | ------------------------------------------------ | ------------------------------------------------ | -------------- | ----------- |
| 1903                         | MAN                          | 8                            | 13 001                                           | 13 001                                           |                                                  | 26 001 Mü                                        | 17 424 Reg                                       |                                                  | xx/1945                                          | München                                          | 2                                                | 19.125                                           | HE/ E                                            |                                                  | Pl Wsbr Ahbr                                     | Ggl                                              | D                                                | 2                                                |                                                  |                                                  | 8 (64)                                           |                                                  |                                                  | 48                                               | AT             |             |
| 1903                         | MAN                          | 8                            | 13 002                                           | 13 002                                           |                                                  | 26 002 Mü                                        | 17 425 Reg                                       | 17 425 Reg                                       | 10/1950                                          | Köln                                             | 2                                                | 19.125                                           | HE/ E                                            | Altschadwagen                                    | Pl Wsbr Ahbr                                     | Ggl                                              | D                                                | 2                                                |                                                  |                                                  | 8 (64)                                           |                                                  |                                                  | 48                                               | AT             |             |
| 1903                         | MAN                          | 8                            | 13 003                                           | 13 003                                           |                                                  | 26 003 Mü                                        | 17 426 Reg                                       |                                                  | xx/1945                                          | Passau                                           | 2                                                | 19.125                                           | HE/ E                                            |                                                  | Pl Wsbr Ahbr                                     | Ggl                                              | D                                                | 2                                                |                                                  |                                                  | 8 (64)                                           |                                                  |                                                  | 48                                               | AT             |             |
| 1903                         | MAN                          | 8                            | 13 004                                           | 13 004                                           |                                                  | 26 004 Mü                                        | 17 427 Reg                                       |                                                  | 11/1954                                          | Hannover                                         | 2                                                | 19.125                                           | HE/ E                                            | [ Anm 1 ]                                        | Pl Wsbr Ahbr                                     | Ggl                                              | D                                                | 2                                                |                                                  |                                                  | 8 (64)                                           |                                                  |                                                  | 48                                               | AT             |             |
| 1903                         | MAN                          | 8                            | 13 005                                           | 13 005                                           | X                                                |                                                  |                                                  |                                                  | 11/1919                                          |                                                  | 2                                                | 19.125                                           | HE/ E                                            |                                                  | Pl Wsbr Ahbr                                     | Ggl                                              | D                                                | 2                                                |                                                  |                                                  | 8 (64)                                           |                                                  |                                                  | 48                                               | AT             |             |
| 1903                         | MAN                          | 8                            | 13 006                                           | 13 006                                           |                                                  | 26 005 Mü                                        | 17 428 Reg                                       |                                                  | xx/1945                                          | Passau                                           | 2                                                | 19.125                                           | HE/ E                                            |                                                  | Pl Wsbr Ahbr                                     | Ggl                                              | D                                                | 2                                                |                                                  |                                                  | 8 (64)                                           |                                                  |                                                  | 48                                               | AT             |             |
| 1903                         | MAN                          | 8                            | 13 007                                           | 13 007                                           |                                                  | 26 006 Mü                                        | 17 429 Reg                                       |                                                  | xx/193x                                          | München                                          | 2                                                | 19.125                                           | HE/ E                                            |                                                  | Pl Wsbr Ahbr                                     | Ggl                                              | D                                                | 2                                                |                                                  |                                                  | 8 (64)                                           |                                                  |                                                  | 48                                               | AT             |             |
| 1903                         | MAN                          | 8                            | 13 008                                           | 13 008                                           |                                                  | 26 001 Reg                                       | 17 430 Reg                                       |                                                  | xx/193x                                          | München                                          | 2                                                | 19.125                                           | HE/ E                                            |                                                  | Pl Wsbr Ahbr                                     | Ggl                                              | D                                                | 2                                                |                                                  |                                                  | 8 (64)                                           |                                                  |                                                  | 48                                               | AT             |             |
| Blatt-Nr. aus WV von Gattung | Blatt-Nr. aus WV von Gattung | Blatt-Nr. aus WV von Gattung | 153 1903 CCü                                     | 177 1913 C4ü                                     |                                                  | C4ü Bay 03                                       | C4ü Bay 03                                       | C4ü Bay 03/33                                    |                                                  |                                                  |                                                  |                                                  | (siehe jeweilige Legende)                        | (siehe jeweilige Legende)                        | (siehe jeweilige Legende)                        | (siehe jeweilige Legende)                        | (siehe jeweilige Legende)                        | A                                                | 1.                                               | 2.                                               | 3.                                               | 4.                                               | O                                                | M                                                |                |             |
| 1904                         | MAN                          | 7                            | 13 009                                           | 13 009                                           |                                                  | 26 007 Mü                                        | 17 431 Mü                                        |                                                  | xx/1945                                          | München                                          | 2                                                | 19.125                                           | HE/ E                                            |                                                  | Pl Wsbr                                          | Ggl                                              | D                                                | 2                                                |                                                  |                                                  | 8 (64)                                           |                                                  |                                                  | 48                                               | FR             |             |
| 1904                         | MAN                          | 7                            | 13 010                                           | 13 010                                           | X                                                |                                                  |                                                  |                                                  | 11/1919                                          |                                                  | 2                                                | 19.125                                           | HE/ E                                            |                                                  | Pl Wsbr                                          | Ggl                                              | D                                                | 2                                                |                                                  |                                                  | 8 (64)                                           |                                                  |                                                  | 48                                               |                |             |
| 1904                         | MAN                          | 7                            | 13 011                                           | 13 011                                           |                                                  | 26 001 Nür                                       | 17 432 Nür                                       |                                                  | 03/1955                                          | Weiden                                           | 2                                                | 19.125                                           | HE/ E                                            |                                                  | Pl Wsbr                                          | Ggl                                              | D                                                | 2                                                |                                                  |                                                  | 8 (64)                                           |                                                  |                                                  | 48                                               |                |             |
| 1904                         | MAN                          | 7                            | 13 012                                           | 13 012                                           |                                                  | 26 008 Mü                                        | 17 433 Mü                                        | 17 433 Mü                                        | 08/1953                                          | Weiden                                           | 2                                                | 19.125                                           | HE/ E                                            | Umbau zu Bahndienstwagen                         | Pl Wsbr                                          | Ggl                                              | D                                                | 2                                                |                                                  |                                                  | 8 (64)                                           |                                                  |                                                  | 48                                               |                |             |
| 1904                         | MAN                          | 7                            | 13 013                                           | 13 013                                           | X                                                |                                                  |                                                  |                                                  | 11/1919                                          |                                                  | 2                                                | 19.125                                           | HE/ E                                            |                                                  | Pl Wsbr                                          | Ggl                                              | D                                                | 2                                                |                                                  |                                                  | 8 (64)                                           |                                                  |                                                  | 48                                               |                |             |
| 1904                         | MAN                          | 7                            | 13 014                                           | 13 014                                           |                                                  | 26 009 Mü                                        | 17 434 Mü                                        | 17 434 Mü                                        | xx/1945                                          | München                                          | 2                                                | 19.125                                           | HE/ E                                            |                                                  | Pl Wsbr                                          | Ggl                                              | D                                                | 2                                                |                                                  |                                                  | 8 (64)                                           |                                                  |                                                  | 48                                               |                |             |
| 1904                         | MAN                          | 7                            | 13 015                                           | 13 015                                           |                                                  | 26 010 Mü                                        | 17 435 Mü                                        |                                                  | 11/1955                                          | Augsburg                                         | 2                                                | 19.125                                           | HE/ E                                            | FR.                                              | Pl Wsbr                                          | Ggl                                              | D                                                | 2                                                |                                                  |                                                  | 8 (64)                                           |                                                  |                                                  | 48                                               |                |             |